# نعمت أباد (تبريز)
نعمت‌ أباد هي قرية في مقاطعة تبريز، إيران. عدد سكان هذه القرية هو 2,020 في سنة 2006.